# Simon Millanges
Simon Millanges (1540-1623) est un imprimeur-libraire bordelais. En 1572, il installe ses deux premières presses en Gironde au 16 rue Saint-James à Bordeaux et inaugure ainsi une activité qui donne aux lettres bordelaises le soutien d'une imprimerie très importante. Pendant presque cinquante ans il a le quasi-monopole des livres imprimés à Bordeaux. 

## L'imprimerie à Bordeaux auXVIesiècle
Le développement de l'imprimerie à Bordeaux est assez tardif (voir l'imprimerie en France au XVe siècle). En 1486-1487 la municipalité de Bordeaux subventionne un imprimeur allemand nommé Svierler, mais son entreprise ne survit pas et il n'imprime aucun livre. On trouve trace de deux imprimeurs, Pierre David et Jean Baudin, vers 1508 et 1514, mais leurs presses sont de petites dimensions et donnent des travaux de peu d'importance,. Il faut attendre 1517 pour voir un livre sortir des presses de Gaspard Philippe, un parisien qui s'installe à Bordeaux vers 1514 : 
Deux autres imprimeurs, Jehan Guyart et François Morpain suivent Gaspard Philippe. Ils sont suivis par Pierre de Ladime, qui publie notamment L'Antiquité de Saintes d’Élie Vinet en 1571 ; mais leur production est de peu d'importance. Le premier imprimeur d'envergure à Bordeaux est Simon Millanges, qui installe ses presses en 1572.
| - Gaspard Philippe - Jehan Guyart - François Morpain |

## Biographie de Simon Millanges
Simon Millanges naît vers 1540-1541, à Mille-Millanges dans la commune actuelle de Saint-Goussaud dans la Creuse. De son enfance et jeunesse on ne sait rien. Pierre Bernadau a mené quelques recherches sur la patrie de Simon Millanges, dont les résultats se trouvent dans les fonds « Pierre Bernadau » conservés à la bibliothèque municipale de Bordeaux.
Après avoir passé sa licence en droit et s'être inscrit au tableau des avocats du Parlement de Bordeaux, Simon Millanges devient, vers 1562, régent au Collège de Guyenne, alors dirigé par Élie Vinet.
Selon le témoignage de l'abbé Bellet (un des futurs fondateurs de l'Académie royale des sciences de belles-lettres et arts de Bordeaux), Simon Millanges possède à la perfection : la langue latine, la langue grecque, la jurisprudence, la philosophie, la rhétorique et la poésie.
En 1576 Simon Millanges épouse Gaillarde De Sault. Quatre enfants sont issus du mariage : Jacques (1590-1624), Guillaume, Anne et X.

### Débuts de l'imprimerie Millanges
Les humanistes bordelais, autour d’Élie Vinet, ressentent la nécessité d'avoir à Bordeaux une imprimerie digne de ce nom pour la publication de leurs œuvres. Le seul imprimeur qui exerce à Bordeaux à l'époque, Pierre de Ladime, successeur de la Veuve Morpain, ne possède qu’une petite imprimerie et n'imprime guère que des alphabets, des Despautères ou des Catonets pour enfants.

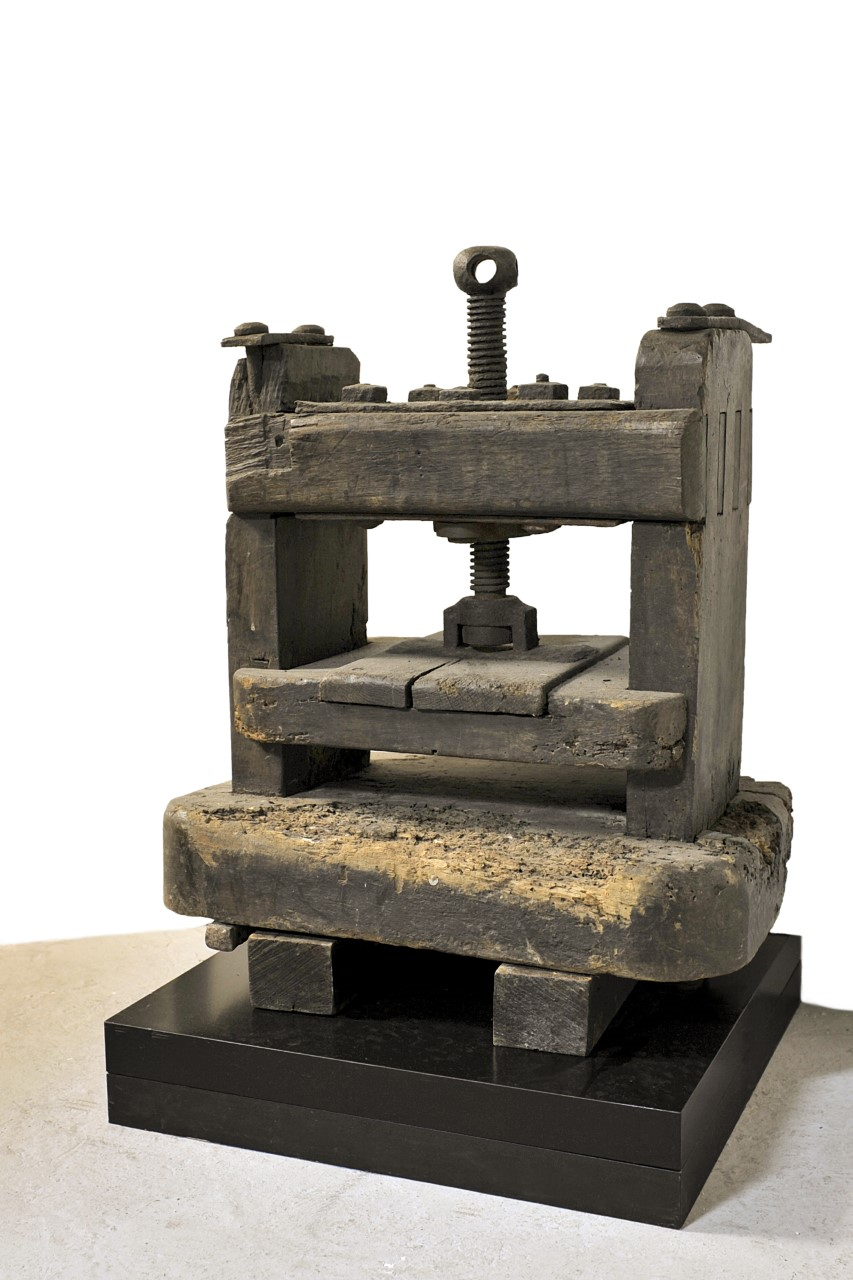
Presse de reliure de Simon Millanges

Pressé par Vinet et quelques amis de fonder une imprimerie, Simon Millanges s'adresse à l'imprimeur rochelais Pierre Haultin. Le 17 juin 1572, en présence d'Élie Vinet et Pierre Claverie, Simon Millanges achète : « deux presses d'imprimerye garnyes de leurs ustancilles, comme sont casses, chassis, frisquettes, marbres, platinnes, treteaulx, bancs, ancriers, poupettes et aultres, moyennant le prix et somme de cent livres tournois pour chacune presse ». Le contrat prévoit en outre la vente des caractères d'imprimerie nécessaires.
Quelques mois plus tard, Millanges renonce au professorat et devient imprimeur-libraire. Il installe ses presses au 16 rue Saint-James à Bordeaux et inaugure son imprimerie par la publication d'une œuvre d'Élie Vinet : le Narbonensum Votum en novembre 1572.
Le 4 février 1573, Millanges passe un contrat avec la municipalité de Bordeaux, qui lui donne 400 livres, le reçoit bourgeois et l'exempte d'autres charges. En contrepartie, Millanges s'engage à n'imprimer aucun livre prohibé ou scandaleux et à résider continuellement dans la ville.
Le 11 juillet 1576 des lettres patentes accordent à Simon Millanges le privilège d'Imprimeur ordinaire du Roi, privilège qu'il conserve jusqu'à sa mort et transmet à ses descendants.
|  |

Le rôle de Millanges dans le développement du renom intellectuel de Bordeaux est non négligeable. Il établit des succursales dans plusieurs villes du Sud-Ouest et de l'Espagne et vend directement sur les places de Lyon et de Paris. Il attire les grands auteurs (Montaigne, Élie Vinet, Florimond de Raemond, Blaise de Monluc, Pierre Charron, etc.) et assure une large diffusion de leurs œuvres.
Le 31 octobre 1614, Simon Millanges vend son imprimerie et sa librairie à son fils Jacques Millanges et à son gendre Claude Mongiron, mais il la reprend en septembre 1617. Il fait son testament le 15 mars 1623 et décède dans les derniers jours de mai ou les premiers jours de juin 1623, à l'âge de 82 ans.
Après la mort de Simon Millanges, ses descendants reprennent la librairie : Jacques Millanges (1590-1624) ; Claude Mongiron, mari de sa fille Anne ; Guillaume Millanges et Jacques Mongiron Millanges (1618-1695), fils de Claude et Anne, qui lui succède en 1649. On peut avoir une idée du contenu d'une librairie importante au XVIIe siècle en consultant l'inventaire établi par Jacques Mongiron Millanges pour son contrat de mariage en septembre 1672. 
Aujourd'hui, de l'imprimerie Millanges, il ne reste que la porte remarquablement décorée du 16 rue Saint-James : des pilastres soutiennent un entablement et une corniche saillante ; l'entablement est orné d'une frise d'animaux fantastiques, encadrée de médailles ; au-dessus, un cadre carré, aujourd'hui vide, est entouré d'une composition globalement triangulaire associant vases, guirlandes et putti, le tout sommé par un Christ en douleur ; ce décor qui doit dater des années 1530, est attribué au maître maçon Guilhem Médion, par le professeur d'histoire de l'art Paul Roudié (1916-1994).

## La production de l'imprimerie Millanges
| - Reliure brodée de 1615. |

Le nombre de livres imprimés varie d'une année à l'autre ; un seul livre est publié en 1572, deux en 1585, contre vingt-cinq en 1615. Il publie en moyenne huit ouvrages par an. 
L'importance et la qualité de ces ouvrages sont également fort variables :
- En 1580 et 1582, il publie les deux premiers livres des Essais de Montaigne ;
- Une partie de la fortune de Millanges est peut-être due à la part exceptionnelle que tient dans sa production les livres de controverse religieuse entre catholiques et protestants : les ouvrages religieux représentent plus de 60% des livres imprimés à Bordeaux dans les années 1580.

- En 1615, au contraire, la plupart des vingt-cinq ouvrages publiés sont de simples plaquettes, pièces de circonstances nées du séjour du roi Louis XIII à Bordeaux à l'occasion des cérémonies de mariage avec Anne d'Autriche qui fut célébré en la cathédrale Saint-André de Bordeaux le 28 novembre 1615.

Parmi ces ouvrages se trouve un livre avec reliure brodé, produit en deux exemplaires. Cette reliure est brodée sur les plats avec les armes de Louis XIII, l'initiale couronnée, associée aux fleurs de lis. Il existe un second exemplaire du même texte, relié en velours noir aux armes et à l'initiale couronnée brodée de Marie de Médicis, mère du roi, aujourd'hui conservé à Londres, à la British Library (Davis 514). Ces deux reliures, respectivement de dédicace et de présentation, furent offertes au roi et à la régente à l'initiative de l'auteur, Jean-Joseph de Loyac, conseiller au Parlement de Bordeaux.
On peut classer en quatre grandes catégories les impressions qui sortent des presses de Simon Millanges :
- Les auteurs contemporains, tels que Montaigne, Pierre Charron, Elie Vinet, Louis Richeome, qui confient leurs œuvres ;
- En qualité d'imprimeur du roi, Millanges imprime un nombre important de pièces de caractère officiel, tels que des édits et ordonnances du Roi ou des arrêts du Parlement de Bordeaux ;
- Des textes officiels de l'Église et des textes officieux des récits des luttes entre catholiques et protestants ;
- Des ouvrages scolaires, imprimés à la demande des régents du Collège de Guyenne, des éditions de textes classiques de Cicéron, Ovide, Ausone, etc.

Simon Millanges, fin lettré, ajoute parfois un « Avant propos » à un certain nombre de ses publications. Ses petits textes renferment des renseignements intéressants sur les rapports entre l'imprimeur et ses auteurs, sur la carrière du typographe et sur l'orthographe.
La quasi-totalité de la production de l'imprimerie Millanges est répertoriée par Louis Desgraves,,,,,,,,,. La majorité des livres imprimés par Simon Millanges sont disponibles en ligne et sont énumérés ci-dessous (les rééditions ne sont pas comptabilisées).

### Librairie Millanges
- Roborel de Climmens, « Inventaire des livres formant le capital de Jacques Mongiron Millanges, imprimeur à Bordeaux », Archives historiques du département de la Gironde, vol. 25,‎ 1887, p. 182-192 (lire en ligne sur Gallica).
- L’inventaire du fonds de livres du libraire bordelais Jacques Mongiron-Millanges en 1672 , Bordeaux, Imp. Taffard, 1973.
- Louis Desgraves, « Bibliographie des ouvrages imprimés par Guillaume Millanges », Bulletin de la Société des bibliophiles de Guyenne,‎ 1957, p. 47-60.
- Louis Desgraves, « Bibliographie des ouvrages imprimés par l’imprimeur bordelais Jacques Millanges, 1620-1624 », Revue historique de Bordeaux et du département de la Gironde,‎ 1957, p. 279-283.
- Louis Desgraves, « Supplément à la Bibliographie des ouvrages imprimés par Simon Millanges (1572-1623) », Bulletin de la Société des bibliophiles de Guyenne, nos 73-74,‎ 1961, p. 16-27 (lire en ligne).
- Louis Desgraves, « Supplément à la Bibliographie des ouvrages imprimés par Jacques Millanges (1620-1625) et par Guillaume Millanges (1625-1649) », Bulletin de la Société des bibliophiles de Guyenne, vol. 73-74,‎ 1961, p. 28-39 (lire en ligne).
- Paul Roudié, « L’imprimerie et la librairie Millanges en 1624 », Revue française d'histoire du livre, no 39,‎ 1983, p. 73-88.

### L'imprimerie à Bordeaux
- Jules Delpit, Origines de l'imprimerie en Guyenne, Bordeaux, E. Forastie et fils, 1869, 112 p. (lire en ligne sur Gallica)
- Anatole Claudin, Les origines de l’imprimerie à La Réole en Guyenne (1517) : Recherches sur la vie et les travaux de Jean le More, dit Maurus de Coutances, imprimeur et professeur de grammaire (1507-1550), 1894, 47 p. (lire en ligne).
- Origines et débuts de l’imprimerie à Poitiers. Bibliographie des premiers livres imprimés dans cette ville, 1479-1515, avec notes, commentaires, éclaircissements et documents inédits , Paris, A. Claudin, 1897.
- Anatole Claudin, Les origines et les débuts de l'imprimerie à Bordeaux, Paris, 1897, 116 p. (lire en ligne sur Gallica).
- Georges Bouchon, Histoire d'une imprimerie bordelaise 1600-1900 : Les imprimeries G. Gounouilhou, la Gironde, la Petite Gironde, Bordeaux, Imprimeries G. Gounouilhou, 1901, 665 p. (disponible sur Internet Archive)
- Théophile Malvezin, « Souvenirs de l'ancien Bordeaux : L'imprimerie », Bulletin municipal officiel de la ville de Bordeaux,‎ 1891, p. 1-73 (lire en ligne sur Gallica).
- Ernest Labadie, Les imprimeurs-libraires de l’ancienne paroisse Sainte-Colombe de Bordeaux, 1899.
- Ernest Labadie, Notices biographiques sur les imprimeurs et libraires bordelais des XVIe, XVIIe et XVIIIe siècles ; suivies de la liste des imprimeurs et libraires de Bordeaux, et du département de la Gironde au XIXe siècle : Documents pour servir à l'histoire de l'imprimerie et de la librairie, Bordeaux, M. Mounastre-Picamilh, 1900, 186 p. (lire en ligne).
- Paul Courteault, « Les origines de l’imprimerie à La Réole », Revue historique de Bordeaux,‎ 1926, p. 63-71.
- Louis Desgraves, Les livres imprimés à Bordeaux au XVIIe siècle, Bordeaux, Droz, 1971, 264 p. (ISBN 978-2-600-03429-6, présentation en ligne).
- Louis Desgraves, « Le livre et l'imprimerie à Bordeaux au XVIIe siècle », dans Actes du 104e Congrès national des Sociétés savantes : La Gironde de 1610 à nos jours, Bordeaux, 1979, 622 p. (ISBN 9782402228824, lire en ligne).
- Jérémy Chaponneau, « La librairie Millanges à Bordeaux au début du XVIIᵉ siècle : Édition et étude de l’inventaire après décès de Jacques Millanges (1624 », sur École nationale des chartes, 2019
- Louis Desgraves, Les livres imprimés à Bordeaux au XVIIe siècle, Bordeaux, Droz, 1971, 264 p. (ISBN 978-2-600-03429-6, présentation en ligne).
- Louis Desgraves, Dictionnaire des imprimeurs, libraires et relieurs de Bordeaux et de la Gironde : XV e - XVIII e siècles, Baden-Baden, V. Koerner, coll. « Bibliotheca bibliographica Aureliana » (no 145), 1995, 131 p..
- Louis Desgraves, La presse à Bordeaux : XVIe- XVIIIe siècles, Bordeaux, Sud-Ouest, 1997, 125 p. (ISBN 978-2879012032).
- Louis Desgraves, « Les relations entre les imprimeurs et libraires bordelais et allemands du XVe et XVIIe siècles », dans Alain Reiz, Presence de l'Allemagne à Bordeaux : du siècle de Montaigne à la veille de la Deuxième Guerre mondiale, Bordeaux, Presses universitaires de Bordeaux, 1997 (lire en ligne).